# Fahrbenzin
Fahrbenzin oder auch Autobenzin war in den 1930er Jahren bis zum Ende des Zweiten Weltkriegs im Deutschen Reich  die Bezeichnung für Motorenbenzin geringer Klopffestigkeit. 

## Geschichte

Werbung der Deutschen Gasolin, Berlin für Leuna-Benzin der I.G. Farben

Um im erdölarmen Deutschland der 1930er Jahre die Abhängigkeit von ausländischem Erdöl zu verringern und verstärkt inländische Rohstoffe zu verwenden, trat 1930 die Bezugsverordnung von Spiritus zu Treibstoffzwecken für alle Kraftstoffunternehmen in Kraft. Jeweils 2,5 Gewichtsprozente der produzierten oder eingeführten Treibstoffmenge waren als Alkohol von der Reichsmonopolverwaltung zu beziehen und dem Benzin beizumischen. Diese Quote erhöhte sich bis Oktober 1932 schrittweise auf 10 %. So entstand ein durch Alkohol zu höheren Klopffestigkeiten normalisiertes Benzin, das in den 1930er Jahren die Oktanzahl 70 ROZ überschritt. 
Die bekanntesten Normalbenzinmarken der großen Tankstellengesellschaften hießen in den 1930er Jahren Standard (Dapolin wurde 1931 von der Deutsch-Amerikanische Petroleum Gesellschaft umbenannt), es gab Stellin (Rhenania-Ossag), Olexin (OLEX) und das synthetisch hergestellte Leuna-Benzin der I.G. Farben, vertrieben durch die Deutsche Gasolin. Der Benzol-Verband vertrieb jetzt sein Benzin Deron. Von der NITAG gab es Nitalin. Darüber hinaus gab es unzählige mittelständisch geprägte Mineralöl- und Tankstellen-Gesellschaften, von denen sich viele in der UNITI zusammenschlossen. Bei der Reichsautobahn-Kraftstoff-GmbH hieß das Benzin einfach Reichsautobahnbenzin.
Autobenzin kostete in Deutschland im Jahr 1935 zwischen 38 und 42 Pf. je Liter und wurde 1939 auf 40 Pf. festgelegt.
Gleichzeitig erhöhten die I.G. Farben den Anteil des synthetischen Hydrierbenzins aus Braunkohle immer mehr, ab 1936 kam das erste synthetische Benzin aus Steinkohle aus dem Hydrierwerk Scholven hinzu, das auch vom Benzol-Verband als Leuna-Benzin vertrieben wurde. Die deutsche Benzinproduktion stieg von 1935 bis 1938 von etwa einer auf drei Millionen Tonnen. 
Im Juni 1938 erließ Reichsverkehrsminister Dorpmüller eine Anordnung, nach der nur noch private Kraftfahrzeuge zugelassen werden durften, deren Motoren mit 74 ROZ auskämen.
Das Normalbenzin vom Anfang des Jahres 1939 für den Normalverbraucher wurden damit die beiden Sorten des Fahrbenzins mit einer Oktanzahl von 74 ROZ. Da es nicht mehr genügend Kartoffelalkohol gab, wurde das Nordbenzin (oder Fahrbenzin N) mit einer Beimischung von 13 % dieses Alkohols und wenig Benzol hergestellt. Südlich einer Linie Elbe–Stade–Bremervörde–Soltau–Celle–Braunschweig–Berlin–Posen wurde das Südbenzin (oder Fahrbenzin S) zur Erhöhung der Klopffestigkeit statt mit Alkohol mit dem Additiv Bleitetraäthyl versehen.
Mit der Umstellung auf die Kriegswirtschaft im September 1939 und der damit einhergehenden staatlich zentralen Lenkung durch die Arbeitsgemeinschaft Mineralölverteilung (AMV) verschwanden die Markennamen, und die dem Zentralbüro für Mineralöl als Vertriebssyndikat der AMV unterstellten Tankstellen gaben gegen Tankausweis oder Bezugsschein das Fahrbenzin nur noch markenlos ab.